# Duet (lied)
Duet is een duet tussen de Twentse cabaretier Herman Finkers en cabaretière Brigitte Kaandorp. De single kwam in de top tien van de Nederlandse Top 40. Het nummer is een parodie op het nummer Together we're strong van Patrick Duffy en Mireille Mathieu.
In het nummer geven de Birgitte en Herman aanvankelijk aan dat ze voor elkaar gemaakt zijn, maar gaandeweg het nummer slaat de harmonie om in weerzin.

## Symboliek
In zekere zin beschrijft het duet het verloop van een relatie, waarbij beiden in het begin erg flatteus zijn en de ander beschrijven als door een roze bril. Dan ontstaan er barstjes in het beeld en ontdekken ze kleine irritaties bij elkaar. De verliefdheid maakt plaats voor twijfel, slaat om in ruzie en de ooit zo mooie band breekt om plaats te maken voor verwijten en verwensingen. De symboliek in de vergelijkingen draait om en de nadruk komt te liggen op het benadrukken van verschillen in plaats van overeenkomsten.

## Verwijzingen
In de tekst vinden we vele droogkomische verwijzingen die we van beide cabaretiers gewend zijn. Naast de vele voor de hand liggende vergelijkingen zijn er ook grappige vondsten van een meer doordachte aard.

## Hitnotering
| "Duet" in de Nederlandse Top 40 binnen: 20-10-1990 | "Duet" in de Nederlandse Top 40 binnen: 20-10-1990 | "Duet" in de Nederlandse Top 40 binnen: 20-10-1990 | "Duet" in de Nederlandse Top 40 binnen: 20-10-1990 | "Duet" in de Nederlandse Top 40 binnen: 20-10-1990 | "Duet" in de Nederlandse Top 40 binnen: 20-10-1990 | "Duet" in de Nederlandse Top 40 binnen: 20-10-1990 | "Duet" in de Nederlandse Top 40 binnen: 20-10-1990 | "Duet" in de Nederlandse Top 40 binnen: 20-10-1990 |
| Week                                               | 1                                                  | 2                                                  | 3                                                  | 4                                                  | 5                                                  | 6                                                  | 7                                                  |                                                    |
| -------------------------------------------------- | -------------------------------------------------- | -------------------------------------------------- | -------------------------------------------------- | -------------------------------------------------- | -------------------------------------------------- | -------------------------------------------------- | -------------------------------------------------- | -------------------------------------------------- |
| Nummer                                             | 26                                                 | 15                                                 | 10                                                 | 8                                                  | 9                                                  | 16                                                 | 27                                                 | uit                                                |

### NPO Radio 2 Top 2000
| Nummer met noteringen in de NPO Radio 2 Top 2000 | '99 | '00-'01 | '02 | '03 | '04 | '05 | '06 | '07 | '08 | '09  | '10  | '11  | '12  | '13  |
| ------------------------------------------------ | --- | ------- | --- | --- | --- | --- | --- | --- | --- | ---- | ---- | ---- | ---- | ---- |
| Duet                                             | 914 | -       | 685 | 601 | 785 | 793 | 658 | 735 | 706 | 1464 | 1779 | 1377 | 1739 | 1765 |

1. ↑  Een '-' betekent dat het nummer niet was genoteerd en een vetgedrukt getal geeft de hoogste notering aan.
2. ↑  Deze tabel is bijgewerkt tot en met de laatste editie (2024).